# Verfolgungsbetreuung
Verfolgungsbetreuung ist ein polemisches Schlagwort in Deutschland, mit dem den Arbeitsagenturen vorgeworfen wird, sie würden zielgerichtet darauf hinarbeiten, Sperrzeiten gegen Arbeitslose zu verhängen. Es wurde vor allem von Gewerkschaftern verwendet, um Maßnahmen infolge der Einführung des Dritten Gesetzes für moderne Dienstleistungen am Arbeitsmarkt (Hartz III) im Jahr 2003 zu kritisieren. Im Zusammenhang mit dem Sozialgesetzbuch II (SGB-II) wird der Begriff in der Auseinandersetzung mit dem Konzept des „aktivierenden Sozialstaats“ und dem damit verbundenen Perspektivwechsel in der Sozialpolitik verwendet.
Der Begriff geht auf Presseberichte zurück, nach denen das Wort Verfolgungsbetreuung in einigen Arbeitsagenturen für Tätigkeiten, die eine Leistungseinstellung bewirken sollen, verwendet worden sei.

## Begriffsgeschichte
Bei Ver.di organisierte Personalräte der Arbeitsagentur Bochum griffen 2003 den in Arbeitsagenturen verwendeten Begriff Verfolgungsbetreuung auf, um eine „Verschärfung“ ihrer Aufgaben zu charakterisieren, für die sie eine Vorgabe der Bundesagentur für Arbeit zur Einsparung verantwortlich machten: Das Einsparzauberwort heißt Sperrzeit und die dazu notwendigen Maßnahmen werden im BA Unwort des Jahres zusammengefasst: Den Arbeitslosen droht die „Verfolgungsbetreuung“. Damit waren die „Geschäftspolitischen Ziele“ der Bundesagentur für Arbeit von 2003 gemeint, in denen das Ziel formuliert wurde, die Anzahl derjenigen, die zu Unrecht oder in ungerechtfertigter Höhe Sozialleistungen beziehen, durch verstärkte Kontrolle des Vorliegens der Leistungsvoraussetzungen zu reduzieren, damit der Haushalt ohne Zuschüsse auskomme. Diese Zielvorgabe wurde von vielen örtlichen Agenturen für Arbeit übernommen,
Die „Maßnahme 11“ der Bochumer Agentur für Arbeit betraf „die Einrichtung roulierender Trainingsmaßnahmen für Berufsrückkehrerinnen“. Offiziell war das Ziel eine bessere „Vermittlung in Arbeit“. Es wird behauptet, dass man mit einem Anteil der Frauen mit Kindern kalkulierte, die nicht in eine Trainingsmaßnahme einsteigen würde. Hierdurch ergebe sich angeblich eine Reduzierung der Zahl der zur Vermittlung zur Verfügung stehenden Frauen im Leistungsbezug um etwa 300, das finanzielle Einsparungsziel wurde insoweit mit dem – gemessen am Gesamthaushalt verschwindend geringen – Betrag von 380.000 Euro angesetzt. Eine „Maßnahme 3“ hielt die Sachbearbeiter dazu an, bei der Entscheidung über Sperrzeiten nicht nach dem Grundsatz „in dubio pro reo“, also im Zweifel für den Angeklagten, sondern weniger großzügig zu verfahren. Mitarbeiter des Arbeitsamtes Bochum protestierten hier auch gegen die Formulierung des Grundsatzes, die juristisch nur im Strafrecht verwendet wird.
In Pressemitteilungen der Gewerkschaft ver.di hieß es dazu: Den Arbeitslosen droht die „Verfolgungsbetreuung“. Konkret bedeutet das, jede mögliche und unmögliche Gelegenheit zur Verhängung einer Sperrzeit wird genutzt. Der Druck auf die Arbeitslosen macht auch vor den Kolleginnen und Kollegen in den Ämtern nicht halt. Es werden Hitlisten eingerichtet, mit dem Ziel, zu schauen, wer in welcher Zeit wie viele Sperrzeiten verhängt.

### Allgemeine Einordnung in die Sozialpolitik
In Fachkreisen zum SGB-II findet der Begriff in der Auseinandersetzung mit dem Konzept des aktivierenden Sozialstaats und dem damit verbundenen Perspektivwechsel in der Sozialpolitik seine Verwendung. Hierbei wird die Problematik der Koppelung von Hilfeleistungen und Sanktionen hervorgehoben und die Konflikte zwischen politischen Zielvorgaben, sozialrechtlichen Vorgaben und Individualrechten ebenso thematisiert, wie die sich verändernden Rollen der Mitarbeiter in den Sozialbehörden. Dabei wird auch im Zusammenhang von Missständen in den Bereichen des SGB II zu den Themen Sanktionen – sozialrechtliche Vorgaben, Fördern und Fordern im aktivierenden Sozialstaat, Aktivierung und Integration – Bedeutung von Anreizen und Sanktionen im Leistungsprozess SGB II auf das Phänomen der „Verfolgungsbetreuung“ hingewiesen und die Herkunft des Begriffes hervorgehoben: Der Begriff entstand als Selbstkritik von Arbeitsamtsmitarbeitern an ihrem individuellen Verhalten, Hitlisten für Sperrzeiten-Sanktionen zu führen, einerseits und als Kritik an der Bundesagentur für Arbeit und ihrer Politik, Druck auf Hilfsbedürftige aufzubauen, andererseits.

### Rezeption in den Sozialwissenschaften
In den Sozialwissenschaften wurde der Begriff von einzelnen Forschern aufgenommen, um ihre Theorie einer „krisenhaften“ Entwicklung des Sozialstaates zu verdeutlichen. Er bezeichnet nach Christoph Butterwegge in „Gewerkschaftskreisen und Arbeitsloseninitiativen die Drangsalierung der Betroffenen mittels mehr oder weniger subtilen Drucks“ und soll auf mögliche Behördenwillkür mit dem Ziel der Einschüchterung von Arbeitslosen und statistischen Reduzierung der Leistungsempfänger aufmerksam machen. Die Verwender weisen darauf hin, dass die Betreuung von Arbeitslosen mit dem Ziel ihrer Eingliederung in den Arbeitsmarkt von verschärfter Kontrolle ihrer Berechtigung für Sozialleistungen begleitet sei.
Michael Wolf, Professor für Sozialpolitik und Sozialplanung der FH Koblenz, sieht die Problematik der Verfolgungsbetreuung u. a. in der „ausgrenzenden Aktivierung“. Er ist der Auffassung, dass durch den „Case-Manager“, der an der Stelle des traditionellen Sachbearbeiters tritt, „eine Selektion stattfindet, die sich nicht an dem Hilfebedarf des Klienten orientiert, sondern an den finanz- und organisationspolitischen Interessen des Grundsicherungsträgers; dies wird verstärkt durch die widersprüchlichen Bedingungen, unter denen sein Handeln erfolgt, nämlich auf den Arbeitsmarkt objektiv keinen maßgeblichen Einfluss nehmen zu können, dafür aber sehr wohl auf den hilfesuchenden und -empfangenden Arbeitslosen, so dass sich die den Hilfeprozeß steuernden Anstrengungen seiner Vermittlungsarbeit auch zwangsläufig darauf konzentrieren, das auf der Makroebene angesiedelte Problem der Massenarbeitslosigkeit auf der Mikroebene des individuellen Verhaltens durch Anpassung, sprich Unterwerfung der Klienten an die Erfordernisse des Arbeitsmarktes zu überwinden, was wiederum die Wahrscheinlichkeit des Einsatzes von repressiven Mitteln, wie die Einrichtung von Arbeitszwang oder die Drohung mit der Reduzierung oder gar vollständigem Entzug der Unterstützungsleistungen, erhöht.“ Der Fallmanager werde nicht mehr dem Ideal eines „anwaltlich im Interesse der Klienten“ handelnden Professionellen gerecht, sondern komme in „die Rolle eines ‚gate-keepers‘, also eines Türstehers, dessen Aufgabe darin besteht, arbeitslosen hilfebedürftigen Klienten den erstmaligen oder fortgesetzten Zugang zu den Unterstützungsleistungen zu verwehren, indem sie durch vorgeschaltete Aktivierungsmaßnahmen, etwa sogenannte ‚Sofortangebote‘, und aggressives Case-Management, das heißt Strategien der ‚Verfolgungsbetreuung‘, mit Leistungsausschlüssen oder -kürzungen konfrontiert werden.“
Wolf definiert „Verfolgungsbetreuung“ so:
Der von Mitarbeitern des Landesarbeitsamtes Nordrhein-Westfalen geprägte Begriff »Verfolgungsbetreuung« thematisiert den Sachverhalt der gezielten und absichtsvollen Ausgrenzung hilfebedürftiger Arbeitsloser aus dem Leistungsbezug: „Konkret bedeutet das, jede mögliche und unmögliche Gelegenheit zur Verhängung einer Sperrzeit wird genutzt. Der Druck auf die Arbeitslosen macht auch vor den Kolleginnen und Kollegen in den Ämtern nicht halt. Es werden Hitlisten eingerichtet, mit dem Ziel, zu schauen, wer in welcher Zeit wie viele Sperrzeiten verhängt hat.“ (Küster u. a. 2003: 2) Ziel dieser Selbstkritik ist jedoch weniger das individuelle Verhalten des Fachpersonals als vielmehr die von der Bundesagentur für Arbeit verfolgte Politik, mittels „massive[m] Druck“ ihre Mitarbeiter zu zwingen, „an der Grenze der gesetzlichen und moralischen Legalität, gegen Arbeitslose vorzugehen, allein mit dem Ziel, ihnen die finanzielle Lebensgrundlage zu kürzen oder zu sperren“ (ebd.: 3).

### Juristische Einschätzungen
Der Leipziger Uwe-Dietmar Berlit, Richter am Bundesverwaltungsgericht, betrachtet die von den „Betroffenenkreisen als ‚Verfolgungsbetreuung‘ kritisierte“ Praxis, „bereits die An- oder Aufnahme eines Leistungsantrages von der Annahme eines ‚Sofortangebots‘ abhängig zu machen“ als rechtswidrig.
Zu Diskussionen in Fachkreisen führt auch die als problematisch eingeschätzte gesetzliche Veränderung des SGB II. Dazu zählen auch die mit Sanktionen gekoppelten Angebote an die Hilfesuchenden durch die Sozialbehörde. So mahnt Berlit die mangelhafte Regelung der Eingliederungsvereinbarung an, der ein „ausdrücklicher Zumutbarkeitsvorbehalt“ im Wortlaut des Gesetzes fehlt. Aus rechtsstaatlichen Gesichtspunkten müsse jedoch der Zumutbarkeitsvorbehalt hinzugedacht werden.
Auch von Gewerkschaftsseite (Dorothee Fetzer) wird die rechtliche Seite der Eingliederungsvereinbarung kritisiert: „Statt festgelegter Rechte“ sähe sich „ein Erwerbsloser mit einem oft diffusen Ermessen seitens seines ‚pAPs‘ (persönlicher Ansprechpartner) konfrontiert.“ Vor diesem Hintergrund ist auch hier vielfach von Verfolgungsbetreuung durch „Zwangsvereinbarung“ die Rede. Fetzer spricht von „Gesetzliche[n] und ungesetzliche[n] Grundlagen für Verfolgungsbetreuung und Schikanen“.
Berlit bezieht sich in seiner Kritik auch auf Peter Schruth von der Hochschule Magdeburg-Stendal, Fachbereich Sozial- und Gesundheitswesen, der den Druck auf die Betroffenen durch Mängel des SGB II gegenüber der Sozialhilfe kritisiert. Das SGB II stellt nach Schruth „Familien mit Kindern schlechter und ist eine direkte Rutsche in die Armut; es zwingt in Lohnarbeit um jeden Preis, ohne den Betroffenen der Menschenwürde sowie dem Sozial- und Rechtsstaatsprinzip entsprechende Individualrechte (insb. gegen Arbeitszwang, erzwungene Verarmung bzw. auf notwendige Förderung) zu geben. Es werden keine neuen Arbeitsplätze geschaffen, dafür aber der Druck, in jedwede Beschäftigung gezwungen zu werden, verschärft mit massiven Sanktionsmöglichkeiten.“

## Der Begriff im Diskurs um den Sozialstaat
Die Gewerkschafterin Dorothee Fetzer sieht als Gegnerin eines Sozialabbaus in der von ihr so bezeichneten Verfolgungsbetreuung eine Strategie der Disziplinierung und der Ausgrenzung. Unter dieser Kritik steht auch die Leitlinie von „Fördern und Fordern“, da es hier um den „Abbau von Leistungsrechten, insbesondere von kalkulierbaren, einklagbaren Geldleistungsansprüchen zur Existenzsicherung“ (Helga Spindler) gehe. Das SGB II sieht hier den Abschluss einer Eingliederungsvereinbarung vor, die nur unter besonderen Voraussetzungen vom Erwerbslosen abgelehnt werden kann.
Helga Spindler, Professorin für Öffentliches Recht von der Universität Duisburg-Essen, stellt hier einen „restriktiven Paradigmenwechsel in der Sozialpolitik“ fest, bei dem ein „aktivierender Staat“ gefordert werde. Bei dem Programm des „Fördern und Fordern“ kämen Case-Management-Konzepte zur Geltung, die „heute schon weit mehr durch die Bertelsmann-Stiftung“ bestimmt seien als „aus den Lehrbüchern der Sozialen Arbeit“ vermittelt. Hier sei die Beratung kein Hilfsangebot mehr, das vom Bürger bei „Bedarf angefordert werden kann und das durch seinen Nutzen überzeugt, sondern sie wird ab dem ersten Tag zur Pflicht, verbunden mit Sanktionsdrohungen“. Mit diesem Konzept sei ein Paradigmawechsel im sozialstaatlichen Handeln verbunden: „Weg von Rechten, hinzu nebulösen Chancen; weg auch von Achtung von Selbstbestimmung und Emanzipation hinzu autoritären Fürsorgeangeboten“. Darüber hinaus kritisiert sie die „unfreiwilligen, gelegentlich herabwürdigenden und entmutigenden Prozeduren“ für die Betroffenen. Spindler: „Das ist vor allem Kontrolle aus einer Hand; selbst kritische Mitarbeiter in Arbeitsämtern sprechen hier schon von ‚Verfolgungsbetreuung‘. Schon wird versucht, Arbeitslose in Kategorien zu erfassen, die nicht nach Fähigkeiten und beruflichen Anforderungen, sondern nach dem Maß von Integrationswilligkeit und Persönlichkeitsstörung unterscheiden, und darauf Strategien auszurichten, die nur wenig mit Arbeitsvermittlung zu tun haben.“"
Als gezielte Verfolgungsbetreuungsmaßnahmen gelten die Vorgaben des damaligen Bundeswirtschaftsministers Wolfgang Clement vom 3. Juni 2005. Darin formulierte er „Sofortmaßnahmen zur Vermeidung bzw. Aufdeckung von Leistungsmissbrauch“. Zu ihnen gehört die Kontrolle der „faktischen Verfügbarkeit“; eine Betreuung mit dem Ziel, „Leistungsmissbrauch entgegentreten zu können“, beispielsweise durch die Einrichtung von Prüf- und Außendiensten und von Schnellvermittlungsstellen.
Der Soziologe Frank Rentschler bezeichnet in einem Beitrag für Attac den Begriff „Verfolgungsbetreuung“ als BA-Unwort des Jahres.

### Strafverfolgung und Missbrauchsdebatte
Sozialleistungs- und auch der Sozialhilfemissbrauch sind nicht erst seit der Einführung von Hartz IV auch ein Thema in den Medien und für Experten aus Wissenschaft und Verwaltung. Von Experten wird auch hier der Konflikt zwischen einerseits der Beratungsaufgabe und der Aufgabe, Hilfestellungen für die betroffenen Bürger zu bieten, und andererseits der Aufgabe, zu überwachen und zu sanktionieren, hervorgehoben und das Zusammenwirken beider Aufgabengebiete am Ort der Sozialbehörde kritisiert. Dietrich Schoch von der Verwaltungsfachhochschule des Landes Hessen wies bereits 1998 in der Zeitschrift für das Fürsorgewesen auf den Mediendiskurs mit „Unterhaltungswert“ hin: „Jeder kennt einen, der das Sozialamt betrogen hat, oder zumindest kennt er einen, der einen kennt. Durch die Mißbrauchsdiskussion besteht die Gefahr, daß die Opfer der Umstrukturierung der Wirtschaft, die Arbeitslosen, zu Tätern gemacht werden, wenn sie Sozialleistungen in Anspruch nehmen (müssen).“ Vor diesem Hintergrund hielt er die „Versachlichung der Diskussion anstelle pauschaler Verdächtigungen“ für geboten. Anhand der Untersuchung von Missbrauchsfällen kritisierte er, dass Mitarbeiter eines Sozialamtes Strafanzeigen gegen Hilfeempfänger wegen Verdachtes des Sozialleistungsbetruges (§ 263 StGB) gestellt haben. Im Zeitraum der Untersuchung von 18 Monaten wurden nach Angaben von Schoch insgesamt 185 Strafanzeigen gestellt. Seine Kritik lautet, dass es sich bei dem Bundessozialhilfegesetz nicht um ein Strafgesetz handle und die Aufgabe der Sozialämter sei die Hilfeleistung und nicht die Strafverfolgung: „Es kann nicht Aufgabe eines Sozialamtes sein, sich als Hilfsorgan der Staatsanwaltschaft zu verstehen. Die ausnahmslose Verfolgung von Verdachtsfällen in einem solchen Umfang durch Strafverfahren kann kein geeignetes Mittel der Sozialhilfe sein.“ Dem wird allerdings entgegengesetzt, dass das Sozialamt hier ausschließlich als Anzeigenerstatter auftrete – eine Funktion, die jedermann zustehe. Eine besondere Stellung des Sozialamtes diesbezüglich ergebe sich nur daraus, dass Tatsachen direkt belegt werden könnten, die einen Anfangsverdacht gegen den Betroffenen rechtfertigten. Dagegen würde eine Unterlassung der Strafanzeige durch das Sozialamt in aller Regel dazu führen, dass außer der Rückforderung der zu Unrecht bezogenen Leistungen dem Betroffenen keine weiteren Maßnahmen drohen, da keine andere Instanz über entsprechenden Betrugsverdacht verfügten: aus Sicht des Betroffenen würde Sozialmissbrauch im besten Fall einen dauerhaften Vorteil gewähren, im schlechtesten Fall zumindest keinen Nachteil gegenüber ehrlichem Handeln erzeugen. Dem kann man wiederum entgegnen, dass z. B. Arbeitnehmer, die ihren Arbeitgeber anzeigen, der ständigen Rechtsprechung nach mit ihrer Entlassung rechnen müssen, unabhängig davon, ob sich der Anfangsverdacht erhärtet oder nicht; das Interesse des Staates (und ggf. der Solidargemeinschaft) an Aufklärung und Verfolgung von Straftaten soll hier hinter den Anspruch eines Arbeitgebers auf „loyales Verhalten“ seiner Arbeitnehmer zurücktreten. Die Funktion eines Anzeigenerstatters mag also jedermann „zustehen“, kann aber in diesen Fällen gerade von sozial Schwächeren nicht oder nur in anonymer Form ausgeübt werden, womit sich die Frage stellt, ob hier juristisch nicht mit zweierlei Maß gemessen wird.
Am 3. Juni 2005 forderte Bundesarbeitsminister Clement alle Geschäftsführer der Arbeitsgemeinschaften auf, verschiedene Maßnahmen zur Vermeidung und Aufdeckung von Leistungsmissbrauch durchzuführen. Zuvor machte Clement auf eine hohe Missbrauchsquote aufmerksam. Dies führte nicht nur zu der Kritik der „Verfolgungsbetreuung“, sondern verschärfte auch die Missbrauchsdebatte in den Medien. Joachim Rock – Vorsitzender des Deutschen Paritätischen Wohlfahrtsverbandes – kritisierte die „Offensive“ Clements als „passgenaue Vorlage für die Boulevardmedien“. Sie sei „bewusst hart am Rand der juristischen Anfechtbarkeit formuliert“. Wer wie Clement argumentiere, „der will vorsätzlich diffamieren und diskreditieren, der will Stimmung machen und Menschen individuelle Schuld zuwiesen.“
In dem bundesweiten Schreiben vom Juni an die ARGE-Geschäftsführer forderte der Minister „Sofortmaßnahmen zur Vermeidung bzw. Aufdeckung von Leistungsmissbrauch“. Die Maßnahmen beinhalten u. a.:
- die Prüfung der faktischen Verfügbarkeit
- die intensive Betreuung, um „Leistungsmissbrauch entgegentreten zu können“
- die Einrichtung von Schnellvermittlungsstellen
- die Einrichtung eines Prüf- und Außendienstes

Der arbeitsmarktpolitische Sprecher der SPD-Bundestagsfraktion, Klaus Brandner, forderte 2006 ein SGB-II-Optimierungsgesetz, das auch die Betreuung der Bürger stärker kontrollieren solle. Dazu fordert er einen automatisierten Datenabgleich, Sofortangebote zur Aufnahme einer Beschäftigung oder Qualifizierung, die Einrichtung eines Außendienstes bei Arbeitsgemeinschaften und Optionskommunen sowie Flexibilisierung der Sanktionsregelungen, um besser auf den Einzelfall reagieren zu können. Initiativen wie das Erwerbslosen Forum Deutschland kritisierten das Optimierungsgesetz unter dem Stichwort „Verfolgungsbetreuung“ und die Überprüfung der Arbeitswilligkeit als unverhältnismäßig („Mit Kanonen auf Spatzen geschossen“). Das Gesetz zur Fortentwicklung der Grundsicherung für Arbeitsuchende trat am 1. August 2006 in Kraft und sieht rund 50 Änderungen vor, darunter auch Leistungskürzungen und Zugangsverschärfungen für ALG II sowie die Verschärfung der gesetzlichen Grundlagen zu weiteren Kontrollmöglichkeiten und Datenabgleich.
Thilo Weichert, der Leiter des Unabhängigen Landeszentrums für Datenschutz (ULD) Schleswig-Holstein, stellte in seinem Bericht für den Landtag für 2006 nach der Überprüfung von Eingaben von ALG-II-Empfängern beim ULD fest, dass „eine Hilfesuchende verdeckt observiert wurde“. In dem Bericht heißt es weiter: „In der Akte befand sich ein Überwachungsprotokoll. In einem anderen Fall wurde die minderjährige Tochter gefragt, ob die Mama nicht einen neuen Freund habe. Die Mutter selbst war gerade auf der Arbeit. Eine andere Betroffene schilderte uns, dass ohne ihr Wissen ihr Briefkasten durchsucht worden sei. Eine völlig verunsicherte Frau beschwerte sich, dass mit einer Videokamera Aufnahmen von ihrem Schlafzimmer und anderen Räumen gemacht wurden. Hilfesuchende, die nur zur Untermiete wohnten, schilderten uns, dass Außendienstmitarbeiter darauf bestanden, dass auch die vom Hauptmieter genutzten Räume besichtigt wurden, obwohl diese gar keine Leistungen bezogen.“ Die Liste der Eingaben sei „erschreckend lang“. Nach Presseberichten über die Vereinsaktivitäten wurde unter Androhung von Bußgeld ein gemeinnütziger Verein seitens der ARGE aufgefordert, seine Spendenempfänger mitzuteilen. In dem Pressebericht fand sich kein Hinweis, dass die in Not geratenen Bürger ALG-II-Empfänger waren. Den Bürgern sei auch nicht bewusst, dass wirtschaftliche Daten bei Banken, Vermietern und Warenhäusern auch „potenzielle Ermittlungsdaten“ für Sozialbehörden sind.

## Zielkonflikte in der sozial-behördlichen Praxis
Unter dem Thema „Verfolgungsbetreuung“ wird vorrangig das Problem der Sozialbehörden hinsichtlich ihrer zum Teil konträren Ziele angesprochen (vgl. Helga Spindler). Neben der Beratung und Unterstützung stehen auch Logiken der Einsparung auf der geschäftlichen Agenda und führen zu Zielkonflikten, die die Mitarbeiter der Behörde und ihre Klientel zu spüren bekommen und als widersprüchlich wahrgenommen werden (vgl. iso-Evaluation). Mitarbeiter der Sozialbehörden haben dabei nicht nur die Aufgabe, Hilfsbedürftige zu betreuen und zu beraten, sondern sind auch Ansprechpartner für Hinweise auf „Schwarzarbeit“ und „Illegale Beschäftigung“. Interessensgemeinschaften wie die Bertelsmann-Stiftung entwickelten hier für ein eigenes Konzept des „Förderns und Forderns“, das heute vor allem durch den Typus des „Fallmanagers“ umgesetzt wird. Er tritt an die Stelle des traditionellen „Sacharbeiters“.

### „Schadensfall“ Leistungsbezug
Im Auftrag des Bundesministeriums für Wirtschaft und Arbeit führte das Institut iso – Institut für Sozialforschung und Sozialwirtschaft e. V. eine Evaluation der Maßnahmen zur Umsetzung der Vorschläge der Hartz-Kommission durch. In ihrem Bericht vom Juni 2005 stellten die Autoren des Instituts fest, dass die Bundesagentur ihre „Dienstleistungen“ nach einer „Einsatzlogik“ ausrichtet, die zwischen den Hilfebedürftigen (Kunden) differenziert und den „Schadensfall“ Leistungsbezug vermeiden möchte. Die Hilfesuchenden werden in Segmenten eingeteilt und als „Marktkunden“, „Beratungskunden–Aktivieren“, „Beratungskunden–Fördern“ sowie „Betreuungskunden“ kategorisiert. Das iso-Institut kritisiert hier die Unfähigkeit der Vermittler, eine „Ausgrenzungsentscheidung“ durch die Zuweisung der Kategorie „Betreuungskunde“ gegenüber den Betroffenen zu treffen, und stellt gleichzeitig einen Konflikt der Sozialbehörde mit ihrem sozialpolitischen Auftrag fest: Die Konzentration der Ressourcen auf die „noch integrationsfähigen“ Kundengruppen ist zwar folgerichtig, geht aber zu Lasten des sozialpolitischen Auftrags der BA, der in der mittel- und langfristigen Entwicklung des Arbeitskräftepotenzials auch der „Marktschwachen“ liegt.

### Divergierende geschäftspolitische Schwerpunkte
Nach einer Evaluation von 2005 orientierte sich die Bundesagentur für Arbeit 2003 in ihren vier Schwerpunkten der Geschäftspolitik nicht nur an der Beratung und der Förderung der Arbeitslosen, sondern auch dem Kampf gegen Illegale Beschäftigung und Leistungsmissbrauch. Die Evaluation benennt folgende Schwerpunkte:
- Individuelle Arbeitslosigkeit vermeiden und beenden
- Schnelle Eingliederung
- Jugendliche und Langzeitarbeitslose aktivieren, qualifizieren und integrieren
- Illegale Beschäftigung und Leistungsmissbrauch bekämpfen

Der geschäftspolitische Rundbrief der Bundesagentur für Arbeit vom 7. März 2003 wies „als Großziele die Reduzierung der Arbeitslosigkeit und einen BA-Haushalt ohne Bundeszuschuss aus“.

### Veränderung der Rollen der Mitarbeiter der Sozialbehörde
- Fallmanager

Die Bertelsmann-Stiftung gab bereits 2002 ein Handbuch Beratung und Integration. Fördern und Fordern – Eingliederungsstrategien in der Beschäftigungsförderung heraus, das nach Kritikern wie Helga Spindler den Abbau der traditionellen „Schutzrechte“ des Bürgers „gegenüber hoheitlichen Eingriffen, Bevormundung und Erziehung von staatlicher Seite“ propagiere. So zeige das Handbuch ein neues Leitbild für die Mitarbeiter der Sozialbehörde auf: "Der neue Typ des Behördenvertreters ist nicht mehr der gleichmäßig verwaltende Sachbearbeiter, sondern der „Casemanager“ mit umfassender Steuerungsvollmacht und Entscheidungsfreiheit – zunächst am Arbeitsmarkt, in Zukunft vermutlich auch im Gesundheits- oder Pflegewesen." Nach der Vorstellung der Bertelsmann-Stiftung soll der Casemanager gegenüber dem Arbeitslosen die Rolle des „teacher, preacher friend and cop“ einnehmen. " Spindler sieht den neuen Typ des Mitarbeiters der Sozialbehörde, der heute weitestgehend dem „Fallmanager“ entspricht, mit sich widersprechenden Rollen konfrontiert: „Eine Hand“ soll nicht nur Hilfevereinbarungen vorschreiben, den Hilfebedürftigen „fürsorglich belagern“ (H. Genz/A. Schwendy) „Ungemütlichkeit“ organisieren (Gert Wagner), sondern durch gleichzeitige Drohung mit Leistungseinstellung oder Zurückhaltung von Geldleistungen auch diktieren dürfen, was zu tun ist. Das ist vor allem Kontrolle aus einer Hand; selbst kritische Mitarbeiter in Arbeitsämtern sprechen hier schon von „Verfolgungsbetreuung“.

### Koppelung von Beratung und Sanktionen
Peter Barthelheimer vom Soziologischen Forschungsinstitut an der Georg-August-Universität Göttingen stellt in seinem Fachtagungsbeitrag „Wo der Kunde nicht König ist“ 2006 fest, dass „durch Kopplung von Dienstleistung und Geldleistung“ die Hilfesuchenden (Adressat/inn/en) zu „Zwangskunden“ der Sozialbehörde werden.

## Kritik
Kritisiert wird insbesondere die polemische Zielsetzung des Begriffs, der schon in seinem Namen die Abwertung der Reformmaßnahme enthalte. Die Maßnahmen zur Kontrolle, so Kritiker des Begriffs, seien eine wesentliche Aufgabe der Gesetzgebung und der Agenturen für Arbeit. Zur Modernisierung der Sozialsysteme gehöre auch eine Eindämmung des Leistungsmissbrauchs. Auf der Einnahmenseite des Staates seien Bürger einer erheblich stärkeren Kontrolle und Überwachung ausgesetzt als auf der Ausgabenseite. Diese notwendige Angleichung, so Kritiker, werde durch den polemischen Begriff der „Verfolgungsbetreuung“ diffamiert.
Kritiker halten die Behauptung, bei Sperrzeiten könne im Zweifel gegen den Angeklagten entschieden werden, für unhaltbar, schließlich würden solche Sperrzeiten im Widerspruchsverfahren, spätestens im Gerichtsverfahren vor dem Sozialgericht als nicht statthaft zurückgewiesen. Das unterstreichen die Durchführungsanweisungen der Bundesagentur zum § 144 SGB III.
Kritiker von Kontrollmaßnahmen übersehen, dass mit der Sozialhilfedatenabgleichsverordnung (SozhiDAV) bereits seit 1994 maschinelle Abgleiche zwischen Rentenversicherung und Sozialämtern und weiteren Trägern der Sozialversicherung bestanden.